# Dany Tuijnman

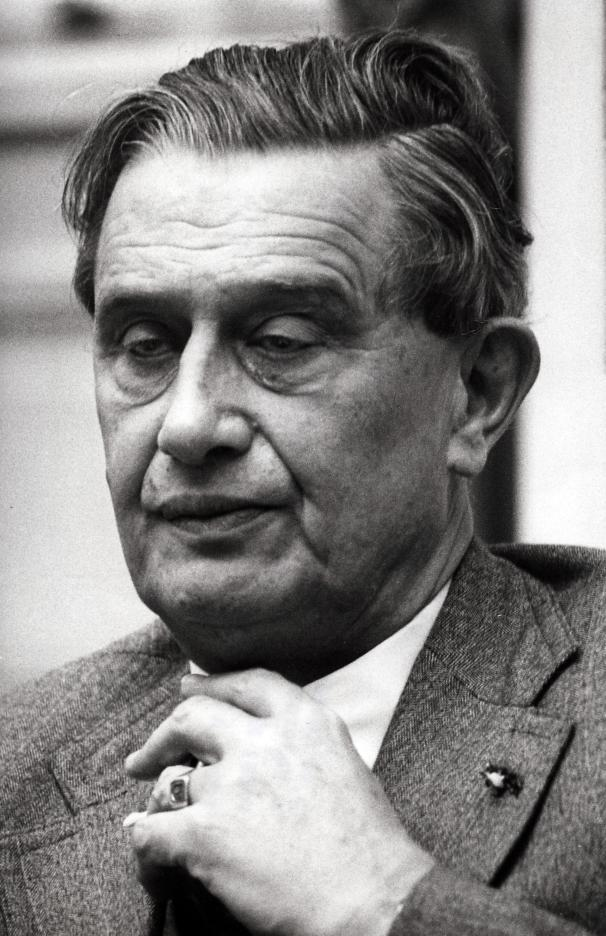
Dany Tuijnman (1978)

Daniël „Dany“ Sebastiaan Tuijnman (* 16. April 1915 in Middelburg, Provinz Zeeland; † 25. April 1992 in Driebergen, Provinz Utrecht) war ein niederländischer Chemiker und Politiker der Volkspartij voor Vrijheid en Democratie (VVD), der unter anderem Mitglied der Zweiten Kammer der Generalstaaten sowie zwischen 1977 und 1981 im Kabinett Van Agt I Minister für Verkehr und Wasserwirtschaft war. In seine Amtszeit fiel der Baubeginn der Bahnstrecke Weesp–Lelystad, der Beschluss zum Bau des Willemsspoortunnel in Rotterdam sowie die Einführung der Nationale Strippenkaart, des Beförderungstickets für den Öffentlichen Personennahverkehr.

## Leben
Daniël „Dany“ Sebastiaan Tuijnman, der nach dem frühen Tode seiner Mutter 1919 bereits als Vierjähriger zum Halbwaisen wurde, absolvierte ein Studium an der Landwirtschaftlichen Hochschule Wageningen (Landbouw Hogeschool Wageningen), das er mit einem Bachelor in Agrarwissenschaften sowie einem Master in Ingenieurwissenschaften abschloss. Nachdem er zwischen 1942 und 1945 Mitarbeiter eines Betriebes für Milchprodukte war, fungierte er zwischen 1946 und 1973 als Allgemeiner Sekretär der Holländischen Gesellschaft für Landwirtschaft HML (Hollandsche Maatschappij van Landbouw). Am 5. Juni 1963 wurde er für die Volkspartij voor Vrijheid en Democratie (VVD), der er 1950 als Mitglied beigetreten war, Mitglied der Zweiten Kammer der Generalstaaten (Tweede Kamer der Staten-Generaal) und gehörte dieser bis zum 19. Dezember 1977 an. Als Mitglied der Zweiten Kammer war er unter anderem Sprecher der VVD-Fraktion für Landwirtschaft und befasste sich daneben mit Fragen der Umweltgesundheit, Fischerei und Angelegenheiten des Königlichen Hofes. Als Vertreter von Hans Wiegel fungierte er zeitweise auch als stellvertretender Vorsitzender der VVD-Fraktion.

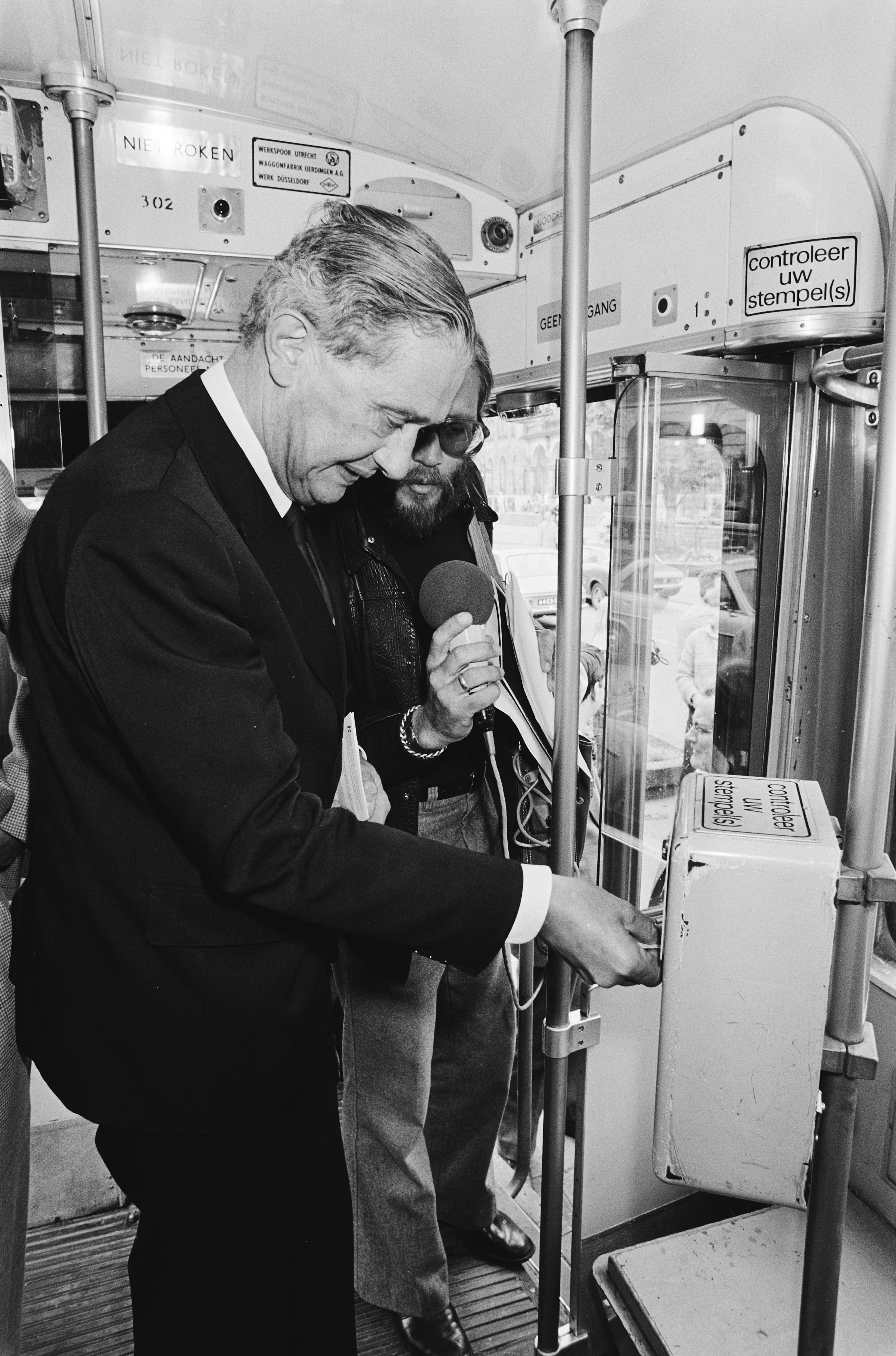
Dany Tuijman beim Entwerten der ersten Nationale Strippenkaart (7. Mai 1980)

Am 19. Dezember 1977 wurde er zum Minister für Verkehr und Wasserwirtschaft (Minister van Verkeer en Waterstaat) in das Kabinett Van Agt I berufen und bekleidete dieses Ministeramt bis zum 11. September 1981. Nach dem Ausscheiden von Pieter Beelaerts van Blokland aus der Regierung fungierte er zudem zwischen dem 1. und dem 11. September 1981 als Minister für Wohnungswesen und Raumordnung (Minister van Volkshuisvesting en Ruimtelijke Ordening).
Als Minister für Verkehr und Wasserwirtschaft förderte er zahlreiche Maßnahmen des staatlichen Eisenbahnunternehmens Nederlandse Spoorwegen. In seine Amtszeit fiel unter anderem der Baubeginn der Bahnstrecke Weesp–Lelystad, der Beschluss zum Bau des Willemsspoortunnel in Rotterdam sowie die Einführung der Nationale Strippenkaart, des Beförderungstickets für den Öffentlichen Personennahverkehr. Außerdem kam es zur Reaktivierung der Bahnstrecke zwischen Kesteren und Amersfoort, der sogenannten Veenendaallijn, die vollständige Anlage der sogenannten  Zoetermeerlijn zwischen Leidschenveen in Den Haag und Zoetermeer, der erste Bauabschnitt der Bahnstrecke Weesp–Leiden, der sogenannten Schiphollijn, sowie der erste Bauabschnitt des Hemtunnel unter dem Nordseekanal für die Eisenbahnstrecke Amsterdam–Zaandam. Darüber hinaus kam es am 8. Mai 1980 zur landesweiten Einführung der Nationale Strippenkaart, des Beförderungstickets für den Öffentlichen Personennahverkehr. Nach seinem Ausscheiden aus der Regierung war er zuletzt seit Januar 1985 Vorsitzender des Beirates der Kommission für Zukunft, Entwicklung und Untersuchung der Reifenindustrie.
Für seine Verdienste wurde Dany Tuijnman am 5. Juni 1975 mit dem Ritterkreuz des Orden vom Niederländischen Löwen und am 26. Oktober 1981 als Kommandeur des Ordens von Oranien-Nassau ausgezeichnet. Aus seiner 1942 geschlossenen Ehe mit Hendrika Tichelman, die 1989 verstarb, ging die Tochter Elisabeth Tuijnman hervor, die als VVD-Politikerin Bürgermeisterin von Nord, Papendrecht sowie zuletzt zwischen 2001 und 2012 Bürgermeisterin von Overbetuwe war-